# Ichthyophthirius multifiliis
Ichthyophthirius multifiliis è un protozoo ciliato, unico rappresentante del genere Ichthyophthirius.
Vive parassitando i pesci d'acqua dolce. Si incista nella loro pelle e inizia la propria prolificazione procurando una piccola cisti visibile di colore bianchiccio, che a maturità esplode liberando i nuovi parassiti che vanno in cerca di un altro organismo da colpire. Normalmente un singolo pesce viene colpito da molti protozoi contemporaneamente.
La malattia, ittioftiriasi (nota comunemente come malattia dei puntini bianchi) è molto contagiosa e diffusa soprattutto nei pesci allevati in acquario. I sintomi sono la comparsa di numerosi puntini bianchi su tutto il corpo del pesce, con successivo deperimento dell'esemplare, che se non curato è condotto alla morte. Si manifesta, solo in acqua dolce, dopo un evento stressante come un cambio repentino delle condizioni ambientali, l'arrivo di nuovi pesci od altri organismi acquatici o il sovraffollamento. La cura si attua di preferenza con prodotti a base di verde malachite, che ha azione antibiotica sui tomiti prodotti dal protozoo. Altro prodotto molto utile nella cura dell'ittioftiriasi è il Blu di metilene, che si trova in buona parte dei prodotti commerciali.